# Campeonato Africano de Atletismo de 2016 - 3000 m com obstáculos masculino
A prova dos 3000 metros com obstáculos masculino do Campeonato Africano de Atletismo de 2016 foi disputada no dia 24 de junho no Kings Park Stadium  em Durban,  na África do Sul. Participaram da prova 13 atletas sendo que 11 concluíram a prova na fase inicial. 

## Recordes
Antes desta competição, os recordes mundiais e do campeonato nesta prova eram os seguintes:
|                       | Nome                | Nacionalidade | Tempo     | Local    | Data                  |
| --------------------- | ------------------- | ------------- | --------- | -------- | --------------------- |
| Recorde mundial       | Saif Saaeed Shaheen | Catar         | 7m 53s 63 | Bruxelas | 3 de setembro de 2004 |
| Recorde do campeonato | Paul Kipsiele Koech | Quênia        | 8m 11s 03 | Bambous  | 11 de agosto de 2006  |
| Recorde africano      | Brimin Kipruto      | Quênia        | 7m 53s 64 | Mônaco   | 22 de julho de 2011   |

## Medalhistas
| Ouro             | Prata              | Bronze                 |
| Chala Beyo (ETH) | Tolosa Nurgi (ETH) | Abraham Kibiwott (KEN) |

## Cronograma
Todos os horários são locais (UTC+2). 
| Data        | Hora  | Evento |
| ----------- | ----- | ------ |
| 24 de junho | 18:20 | Final  |

## Resultado final
| Posição           | Atleta             | Nacionalidade | Tempo   | Notas |
| ----------------- | ------------------ | ------------- | ------- | ----- |
| Medalha de ouro   | Chala Beyo         | Etiópia       | 8:21.02 |       |
| Medalha de prata  | Tolosa Nurgi       | Etiópia       | 8:22.79 |       |
| Medalha de bronze | Abraham Kibiwott   | Quênia        | 8:24.19 |       |
| 4                 | Phenus Kipleting   | Quênia        | 8:26.11 |       |
| 5                 | Hamid Ezzine       | Marrocos      | 8:29.36 |       |
| 6                 | Jacob Araptany     | Uganda        | 8:29.60 |       |
| 7                 | Rantso Mokopane    | África do Sul | 8:35.02 |       |
| 8                 | Malek Ben Amor     | Tunísia       | 8:47.31 |       |
| 9                 | Abdalla Targan     | Sudão         | 8:47.47 |       |
| 10                | Sesebo Matlapeng   | Botswana      | 8:58.93 |       |
| 11                | Hossny Ismail Eisa | Sudão         | 9:08.99 |       |
| 12                | Sibusiso Nyoni     | Zimbabwe      | DNS     |       |
| 12                | Getnet Bayabl      | Etiópia       | DNS     |       |

Legenda
| Recorde mundial       | Recorde mundial (World record)               |                       | Recorde africano                      | Recorde africano (African) |                                           | Q | Classificado por posição (Qualified) |
| Recorde do campeonato | Recorde do campeonato (Championship record)  | Recorde da América    | Recorde da América (Americas)         | q                          | Classificado por melhor tempo (Qualified) |   |                                      |
| Melhor marca do ano   | Melhor marca do ano (World leading)          | Recorde asiático      | Recorde asiático (Asian)              | DNS                        | Não largou (Did not start)                |   |                                      |
| Recorde nacional      | Recorde nacional (National record)           | Recorde europeu       | Recorde europeu (European)            | DNF                        | Não terminou (Did not finish)             |   |                                      |
| Recorde pessoal       | Recorde pessoal do atleta (Personal best)    | Recorde da Oceania    | Recorde da Oceania (Oceania)          | DSQ / DQ                   | Desclassificado (Disqualified)            |   |                                      |
| Recorde da temporada  | Recorde da temporada do atleta (Season best) | Recorde sul-americano | Recorde sul-americano (South America) | NM                         | Sem marca (No mark)                       |   |                                      |